# دانمارک در المپیک تابستانی ۱۹۹۲
دانمارک در بازی‌های المپیک تابستانی ۱۹۹۲ که در شهر بارسلون برگزار شد، کاروان دانمارک با ۱۱۰ ورزشکار در این رقابت‌ها شرکت کرد و موفق به کسب ۶ مدال (۱ طلا، ۱ نقره، ۴ برنز) شد. در جدول رتبه‌بندی توزیع مدال‌ها، دانمارک در ردهٔ ۳۰ مسابقات قرار گرفت.